# Ferdinand Ier (roi des Deux-Siciles)
Pour les articles homonymes, voir Ferdinand Ier et Ferdinand.
Ferdinand Ier des Deux-Siciles, né le 12 janvier 1751 à Naples et mort le 4 janvier 1825 dans la même ville, est roi de Naples, sous le nom de Ferdinand IV de 1759 à 1799 — puis, après un court intermède, de 1799 à 1806, et de nouveau de 1815 à 1816, roi de Sicile sous le nom de Ferdinand III et enfin, roi des Deux-Siciles de 1816 à sa mort en 1825.
Souverain faible politiquement, Ferdinand est gouverné par son épouse Marie-Caroline et son favori John Acton.
Cousin et beau-frère du roi Louis XVI et de son épouse Marie-Antoinette, la jeune sœur de la reine Marie-Caroline, il fut même un temps question de fiancer le jeune dauphin Louis-Joseph à une des princesses de Bourbon-Siciles, Marie-Amélie, future reine des Français. Aussi le couple royal est-il un ennemi farouche de la Révolution française. La reine jure même de tout faire pour venger sa sœur condamnée à mort puis guillotinée par la République française. Cependant vaincu, le roi perd en 1798 ses États de Terre ferme, mais il y rentre l'année suivante, ramené par le cardinal Ruffo, et y laisse exercer une cruelle répression. Il les perd de nouveau en 1806 pour avoir violé la neutralité qu'il avait jurée à Napoléon Ier, qui attribue son royaume à son frère Joseph, puis à Joachim Murat.
En 1815, il monte à nouveau sur le trône de Naples et, en décembre 1816, unit ses deux royaumes, jusqu'alors gouvernés en union personnelle, sous le nom de royaume des Deux-Siciles et devient Ferdinand Ier. Il abolit alors la Constitution de 1812.
Monarque éclairé, il fonde également à San Leucio, près de son palais de Caserte, une manufacture de soie aux visées utopistes, où les artisans, au nombre de 291, venus de toute l'Europe, sont égaux. On lui doit par ailleurs la fondation du musée archéologique de Naples, pour y exposer les objets découverts à Pompéi et Herculanum, ou encore du musée de minéralogie de la ville.

## Biographie

### Famille

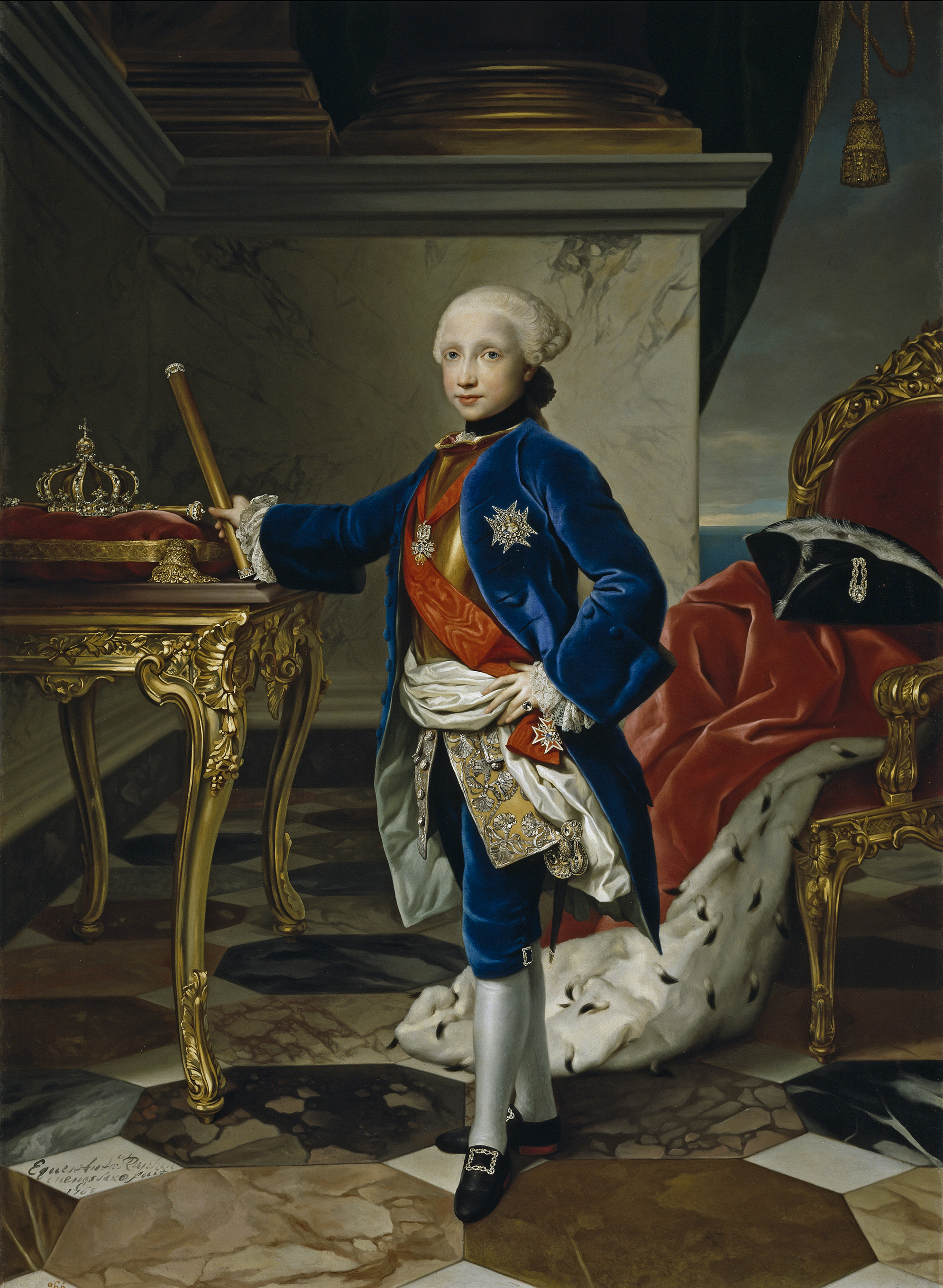
Ferdinand IV de Naples à l'âge de neuf ans, Anton Raphael Mengs, musée du Prado.

Issu par son père de la maison de Bourbon d'Espagne, Ferdinand est par sa mère apparenté aux électeurs de Saxe et de Bavière, ainsi qu'aux Habsbourg. Il est également le cousin germain de Louis XVI, Louis XVIII et Charles X.

### Accession au trône de Naples et de Sicile
Fils cadet de Charles VII de Naples et de Marie-Amélie de Saxe, il n'a que 8 ans quand son père renonce aux trônes de Naples et de Sicile pour ceindre la couronne d'Espagne sous le nom de Charles III. Son frère aîné, futur Charles IV, étant destiné à lui succéder sur le trône espagnol, c'est Ferdinand, âgé de 8 ans, qui accède aux trônes de Sicile et de Naples sous les noms de Ferdinand III dans la partie insulaire (Sicile) et de Ferdinand IV dans la partie péninsulaire (Naples). Il est le fondateur de la maison de Bourbon-Siciles qui règne par la suite sur le royaume des Deux-Siciles dont il est lui-même le premier monarque. Pendant son enfance, la régence est menée par Bernardo Tanucci et le prince Domenico Cattaneo.

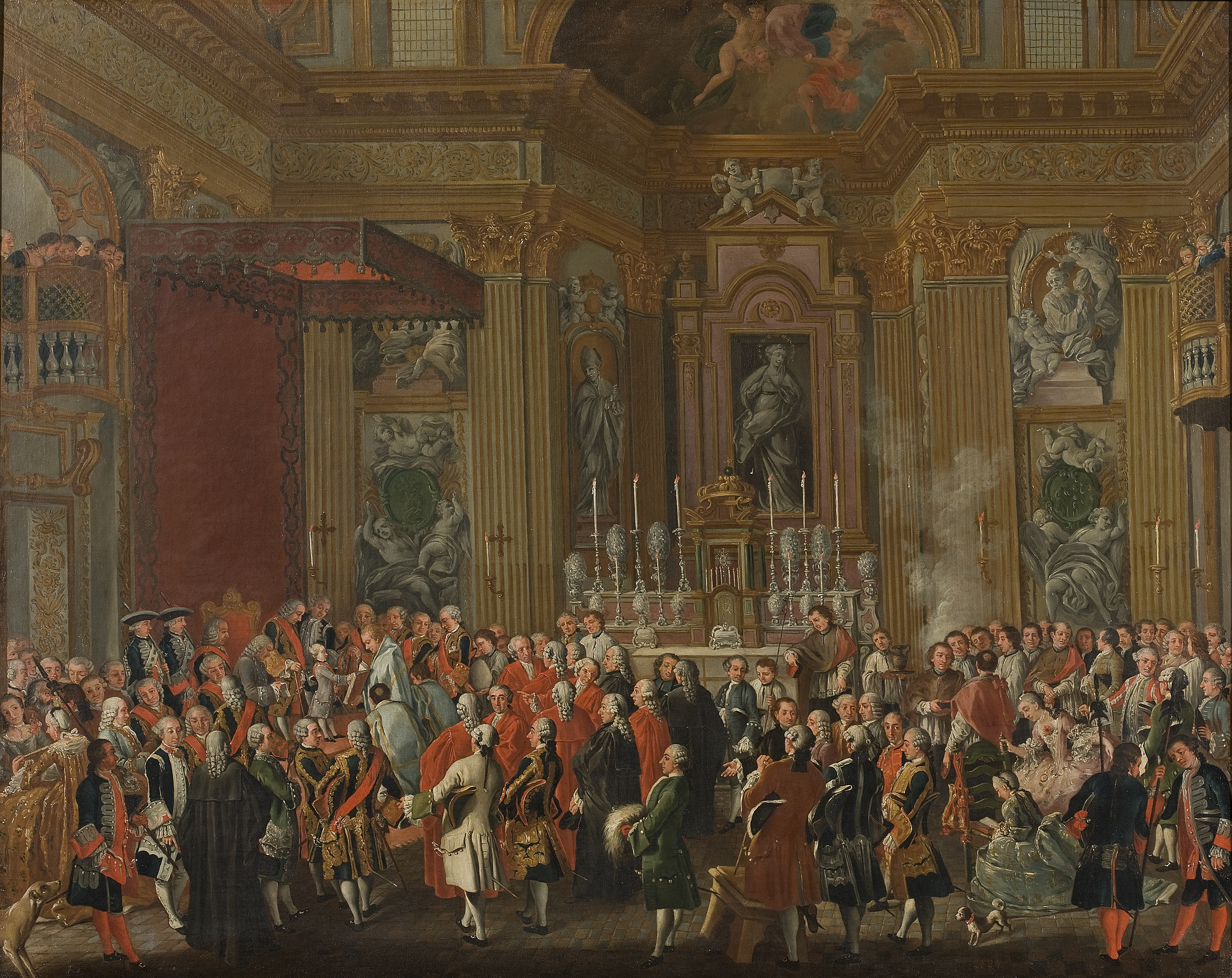
Couronnement de Ferdinand IV comme roi de Naples et de Sicile.

Partie prenante de la réconciliation de la maison de Bourbon avec celle de maison de Habsbourg-Lorraine, il est fiancé successivement à trois sœurs archiduchesses d'Autriche : Marie-Jeanne, morte en 1762, Marie-Josèphe, disparue à son tour en 1767, enfin la même année, Marie-Caroline, âgée de 15 ans. Le mariage est célébré l'année suivante et ne sera pas très heureux, l'impétueuse reine s'ennuyant auprès d'un mari très effacé, fort laid et peu cultivé. Leur union sera cependant prolifique.

### Sous la Révolution et l'Empire
En janvier 1799, Naples est occupée par l'armée française d'Italie, et la République parthénopéenne est proclamée à Naples par des jacobins napolitains qui souhaitent en faire une république sœur de la Première République française. Une révolte populaire, royaliste et catholique, le sanfédisme, dirigée par le cardinal Ruffo et soutenue par la Grande-Bretagne, éclate dans le but de rétablir la monarchie, ce qui advient le 24 juin. Les principaux chefs de l'éphémère république napolitaine sont exécutés.
En 1801, Ferdinand Ier fonde le Musée de minéralogie de Naples, le premier du genre en Italie.
En 1805, Joseph Bonaparte, frère de l'empereur Napoléon Ier, envahit l'Italie du Sud dans le but de chasser les Bourbons du trône. Il conquiert ainsi le royaume de Naples dont il devient roi en mars 1806, puis abandonne Naples à Joachim Murat en 1808. L'Autriche conquiert le royaume et le roi Ferdinand est restauré sur le trône napolitain,.

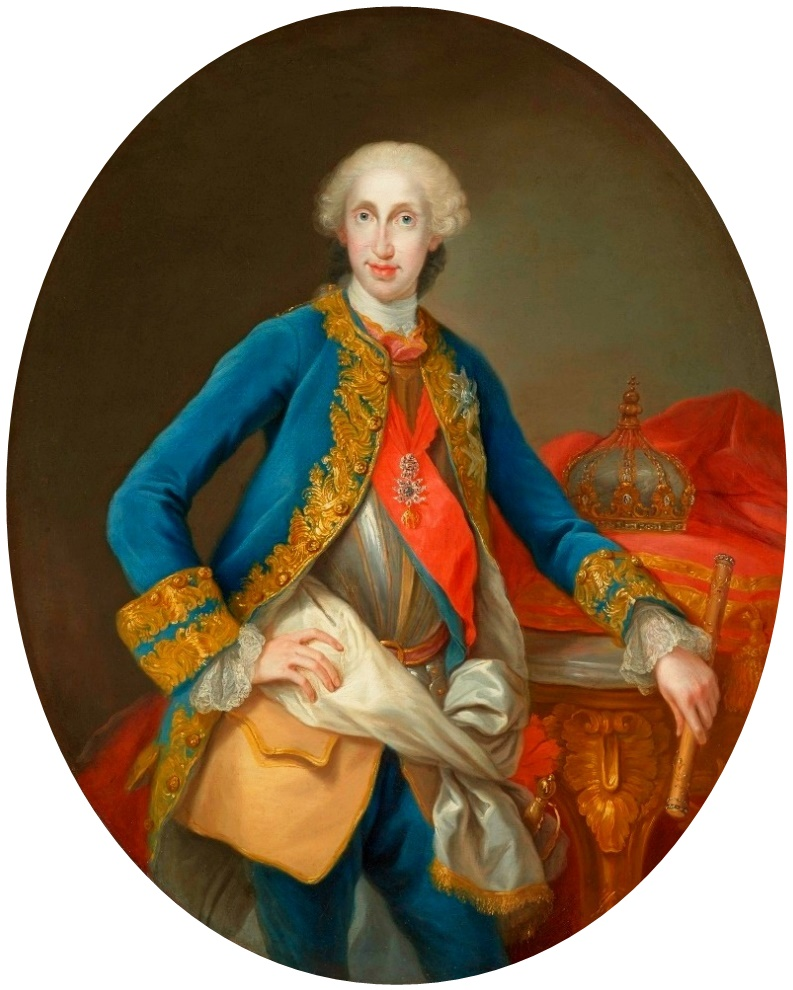
Portrait de Ferdinand IV, roi de Naples.

En 1806, alors que les armées napoléoniennes s'emparent du royaume de Naples, le roi Ferdinand se retire en Sicile et installe sa cour à Palerme. À cette époque, l'île de Sicile est alors mise sous la protection de l'Empire britannique qui souhaite la protéger de Napoléon à la suite de la conquête de Naples, servant ainsi les intérêts des Bourbons. Pourtant, des rumeurs courent d'une possible alliance de la femme du roi Ferdinand, Marie-Caroline d'Autriche, avec les Français.
La famille royale et sa cour, dominée par les Napolitains, s'opposent aux barons siciliens qui refusent, lors de la session du Parlement sicilien de janvier 1810, de voter les impôts au Parlement. Une révolte éclate dans l'île et le roi Ferdinand fait déporter cinq des plus influents aristocrates : le prince de Belmonte et le prince de Castelnuovo sur Favignana, le prince de Villafranca à Pantellaria, le prince d’Aci à Ustica et le duc d’Angio à Marettimo, tous privés d'argent et de communication avec l'extérieur.
Ferdinand doit choisir entre une alliance avec les Français ou avec les Britanniques, qui nomment William Cavendish-Bentinck comme ambassadeur et ministre plénipotentiaire. Il débarque le 20 juillet 1811, avec pour mission d'obtenir le retour des cinq exilés, de former un gouvernement composés de Siciliens, et de promulguer une constitution inspirée de la monarchie parlementaire anglaise. Face à l'opposition de Ferdinand, il obtient de ses supérieurs, l'accord de renverser si nécessaire le roi au profit du prince héritier. Celui-ci, le futur roi François Ier, est nommé vicaire du royaume, libère les nobles qui composent le conseil de régence.
Sous la pression de lord William Bentick et des nobles siciliens, le roi proclame en 1812 une constitution libérale.

## Naissance des Deux-Siciles

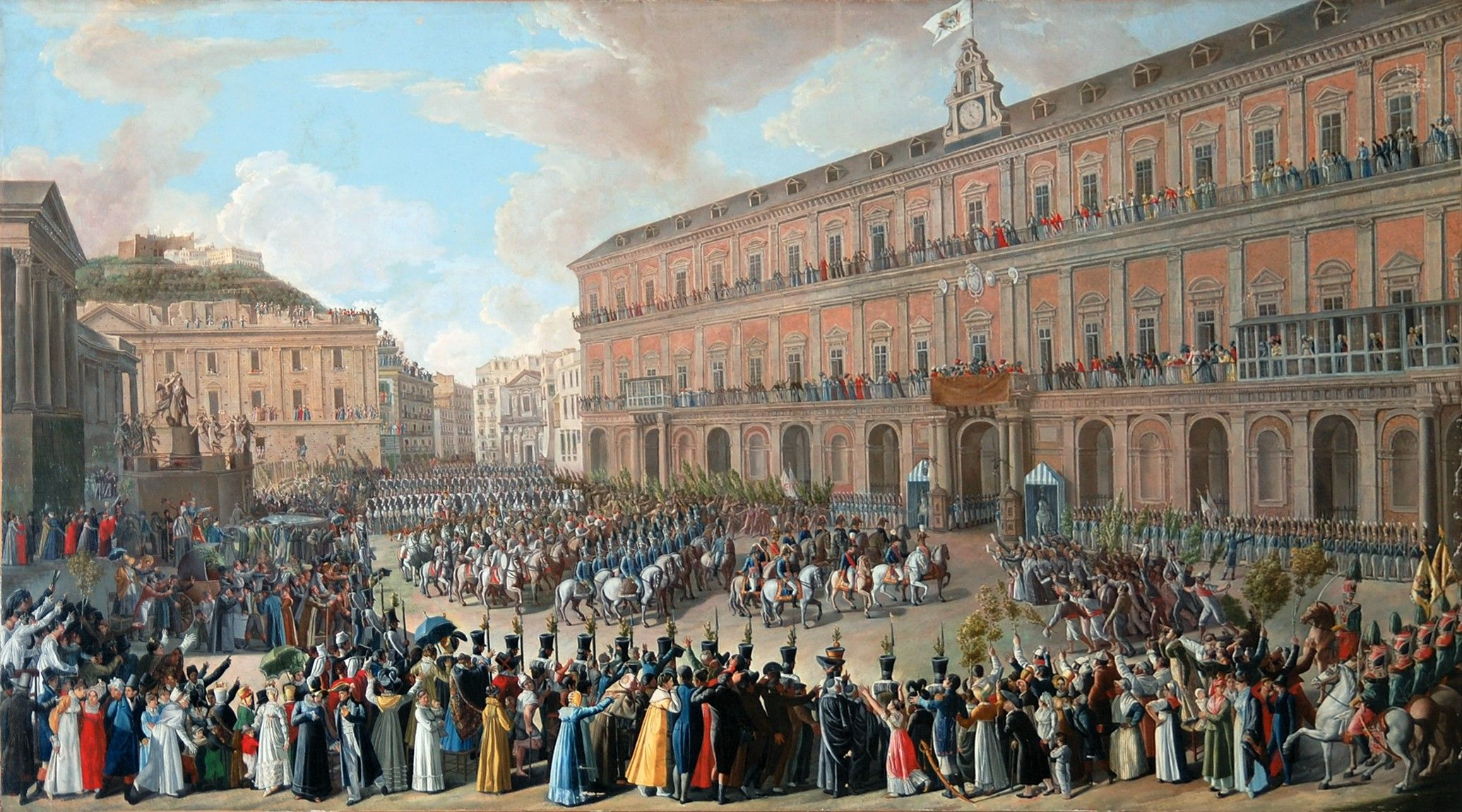
Retour de Ferdinand Ier à Naples.

En 1815, Joachim Murat est chassé du trône par l'empire d'Autriche et Ferdinand redevient maître du royaume de Naples. Le souverain maintient une grande partie des réformes faites par les Français (à l'exception de certaines, comme le divorce) et, après des modifications mineures, il transforme le Code Napoléon instauré par les Français en Code du royaume des Deux-Siciles. La seule différence importante avec la période napoléonienne est le rapport avec l’Église qui reprend un poste de premier plan sur la scène politique. Ce processus de conservation des institutions françaises est géré par le président du conseil des ministres Luigi de' Medici qui cherche à fondre l'élite de l'époque napoléonienne dans l'élite noble bourbonienne.
Lorsque le roi Ferdinand monte à nouveau sur le trône de Naples en 1815, les Britanniques commencent par s'opposer à l'unification définitive des deux royaumes. En effet, ils avaient établi en Sicile une forme de protectorat qu'ils auraient perdue si les deux royaumes étaient unifiés. Finalement, lors du congrès de Vienne qui réunit les pays vainqueurs de Napoléon Ier de 1814 à 1815, les autres grandes puissances européennes voient d'un mauvais œil le pouvoir qu'exerce l'Empire britannique sur la plus grande île de la Méditerranée. Le gouvernement britannique ne souhaitant pas s'aliéner l'empire d'Autriche, il abandonne ses prétentions sur la Sicile.
Le congrès de Vienne abandonne donc définitivement la totalité du royaume de Sicile et du royaume de Naples au roi Ferdinand. Il s'ensuit une période de 18 mois d'immobilisme politique jusqu'à la fin de l'année 1816. Le 8 décembre 1816, le roi proclame à Caserte un décret (plus tard appelé loi fondamentale du royaume) qui unifie les royaumes de Naples et de Sicile, en supprimant ces deux précédentes entités, pour créer le royaume des Deux-Siciles, le plus grand État de la péninsule italienne. Il abandonne par la même occasion les noms de Ferdinand IV de Naples et de Ferdinand III de Sicile pour adopter celui de Ferdinand Ier des Deux-Siciles ainsi que le prédicat honorifique de Sa Majesté sicilienne. La Sicile perd ainsi la Constitution libérale qu'il lui avait accordée en 1812 et devient une province du royaume,.

### Insurrection de 1820

Ferdinand Ier des Deux-Siciles.

La restauration des Bourbon-Siciles et la fondation du royaume des Deux-Siciles ne suppriment pas les idéaux progressistes et libéraux qui avaient commencé à se diffuser. Peu à peu se fonde une société secrète, nommée le carbonarisme, dont les buts sont, en premier lieu, la ratification d'une constitution par le roi mais également, par la suite, l'unification de l'Italie. La plupart des nobles et des bourgeois qui ont soutenu les Français du royaume de Naples napoléonien, ainsi que de nombreuses autres personnalités napolitaines et siciliennes de toutes les classes sociales y adhèrent. La politique conciliatrice du président du conseil des ministres Luigi de' Medici ne fait qu’amplifier ce mouvement en donnant des postes importants de l'administration et de l'armée à des carbonari.
Dans la nuit du 1er au 2 juillet 1820, le lieutenant Michele Morelli, chef de la section de la charbonnerie de Nola, et le lieutenant Giuseppe Silvati donnent le coup d'envoi de l'insurrection de 1820 en désertant avec environ 145 hommes provenant d'un régiment de cavalerie. Rapidement, ils sont rejoints par Luigi Minichini, abbé et anarchiste, qui s'oppose à Morelli car il veut parcourir la campagne afin de recruter des paysans qui, selon lui, attendent pour rejoindre la conspiration. Le 3 juillet, Morelli, Silvati et Minichini font leur entrée à Avellino. Ils y proclament alors, en présence de l'évêque, une constitution sur le modèle de celle de Cadix. Après cela, Morelli passe les pouvoirs aux mains du colonel De Concilij, chef d'état-major du général Guglielmo Pepe, un des dirigeants du carbonarisme. En même temps, des révoltes populaires en Calabre et en Basilicate empêchent la communication entre les diverses parties du royaume et font ainsi échouer la tentative de répression du gouvernement. Dans la nuit du 5 au 6 juillet, Guglielmo Pepe ainsi que deux régiments de cavalerie et un d'infanterie qu'il a levés à Naples se dirigent vers la ville d'Avellino. Ils y arrivent le soir du 6 juillet et Guglielmo Pepe y prend la direction de l'insurrection. Le même jour, les régiments de cavalerie Regina et Dragoni adhèrent à la révolte alors que Pepe joue un double jeu lui permettant de ralentir la gendarmerie. À la suite de ce coup d'État, le roi Ferdinand Ier des Deux-Siciles est donc obligé d'accorder une constitution le 7 juillet 1820. Un gouvernement est mis en place et le prince François Ier, fils du roi et futur roi, est nommé vicaire général du royaume. Le 9 juillet, les troupes révoltées, composées de près de 7 000 carbonari et dirigées par le général Guglielmo Pepe, Michele Morelli, le colonel De Concilj et Luigi Minichini, arrivent devant le palais royal de Naples. Le 13 juillet, le roi jure sur la constitution et promet de la faire appliquer dans tout le royaume,,.
Pendant ce temps, en Sicile, une double révolte éclate également. Les villes de la Sicile orientale (Messine et Catane) veulent, pareillement aux insurgés napolitains, une constitution de la part du roi et s'alignent donc sur la révolte dans la partie péninsulaire. La Sicile occidentale, et principalement les populations des villes de Palerme et d'Agrigente, quant à elles, demandent un gouvernement ainsi qu'un parlement différent de celui de Naples. Le 16 juillet, un gouvernement provisoire séparatiste qui désire la recréation d'un royaume de Sicile séparé de celui de Naples est mis en place à Palerme. Le 30 août, le gouvernement des Bourbons envoie donc le général Florestano Pepe, frère de Guglielmo, en Sicile pour traiter avec les Siciliens. Le 22 septembre, il concède à la Sicile la possibilité d'élire une assemblée de députés lors de l'accord de Termini Imerese, qui entre en vigueur le 5 octobre, mais ce dernier est refusé par le parlement napolitain et les villes de Messine et Catane qui refusent la séparation. Le général Florestano Pepe est alors démis et remplacé par Pietro Colletta, envoyé par le gouvernement napolitain le 14 octobre. Ce dernier fait preuve d'un grand autoritarisme militaire et mate rapidement la révolte indépendantiste en Sicile par de dures répressions,,.

## Fin de règne

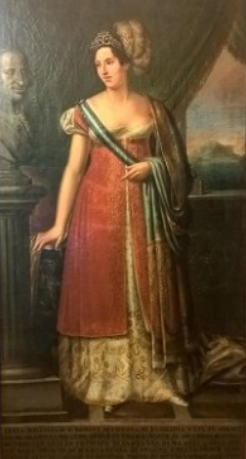
Portrait de Lucia Migliaccio, duchesse de Floridia et princesse de Castura, seconde épouse de Ferdinand Ier.

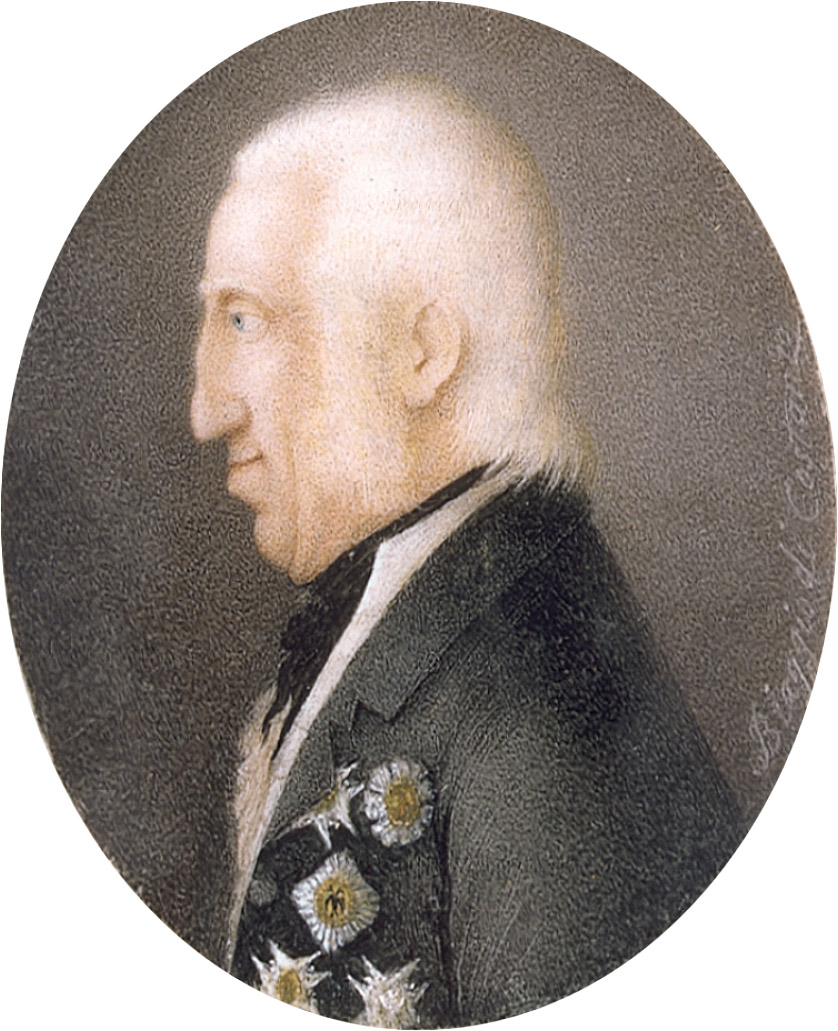
Portrait de Ferdinand Ierdes Deux-Siciles, vers la fin de sa vie.

La reine meurt en 1814 et peu après Ferdinand épouse morganatiquement Lucia Migliaccio, duchesse de Floridia et princesse de Castura.
Le 20 octobre 1820, Metternich convoque, au nom du gouvernement autrichien, garant de l'ordre en Italie, les puissances de la Sainte-Alliance lors de la Conférence de Troppau ; celle-ci déclare légitime une intervention dans le royaume des Deux-Siciles.
En janvier 1821, Metternich convoque ensuite Ferdinand Ier des Deux-Siciles à une conférence à Laybach pour décider d'une intervention armée contre les révolutionnaires napolitains. En février, un contingent autrichien de 52 000 soldats, commandé par le général Johann Maria Philipp Frimont, passe le fleuve Pô, qui délimite le nord de la péninsule italienne. Il se partage en cinq divisions qui occupent les principales villes de l'Italie centrale (Ancône, Tolentino, Foligno, Terni, Rieti, Arezzo, Pérouse, Spoleto, Empoli et Sienne).
Le 9 février 1821, le roi Ferdinand Ier révoque la constitution accordée quelques mois plus tôt. Les insurgés essayent de résister, mais le 7 mars 1821, les constitutionnalistes commandés par Guglielmo Pepe, forts de 40 000 hommes, sont battus à la bataille de Rieti par les troupes autrichiennes. Poursuivant leur avancée, les Autrichiens entrent à Naples sans rencontrer de résistance le 23 mars, puis à Palerme le 31 mai.
Le royaume des Deux-Siciles, de nouveau devenu une monarchie absolue dirigée pleinement par Ferdinand Ier, reste ainsi sous occupation autrichienne, visant à rétablir la paix et à mater les derniers révoltés, jusqu'en 1827. Nommé par le roi et les Autrichiens, le prince Antonio Capece Minutolo, ministre de la police, obtient la mission de capturer tous les suspects de conspiration. En 1822, Giuseppe Silvati et Michele Morelli sont pendus à Naples tandis que Guglielmo Pepe, condamné à mort, réussit à s'enfuir,.
L'occupation militaire autrichienne se poursuit ainsi, mais le 4 janvier 1825, à l'âge de 73 ans, le roi Ferdinand Ier décède (selon une légende célèbre, après une longue entrevue avec l'archéologue Andrea De Jorio, réputé pour son mauvais œil) et est inhumé dans la basilique Santa Chiara de Naples, nécropole familiale des Bourbon-Siciles. Son fils lui succède sur le trône.

## Descendance

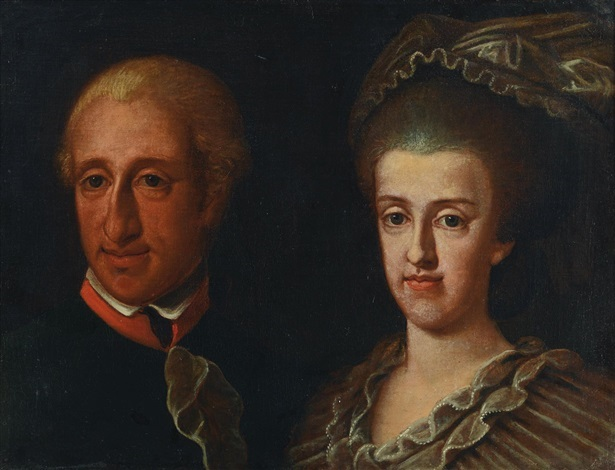
Ferdinand IV et sa première épouse, Marie-Caroline.

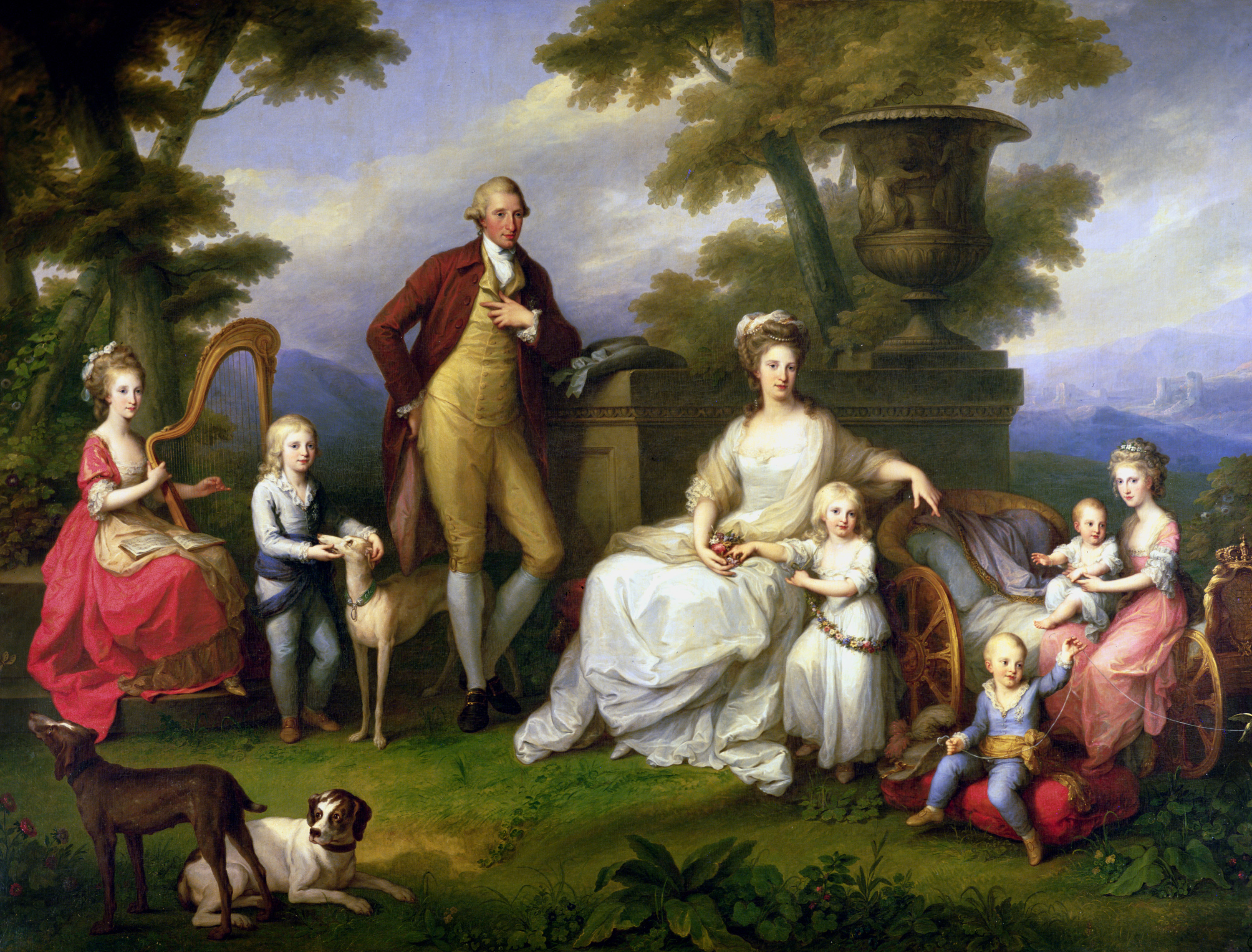
Portrait du roi Ferdinand IV et de sa famille.

En 1768, Ferdinand Ier des Deux-Siciles (1751 — 1825 ; fils puîné du roi d'Espagne Charles III et de Marie-Amélie de Saxe, et frère cadet de Charles IV) épouse Marie-Caroline d'Autriche (1752 – 1814 ; fille de Marie-Thérèse et de François Ier du Saint-Empire, sœur de Marie-Antoinette). De cette union naissent notamment :
- Marie-Thérèse (1772 – 1807)[19], épouse en 1790 François d'Autriche, futur empereur germanique puis d'Autriche (fils de Léopold et petit-fils de Marie-Thérèse et François Ier du St-Empire) ;
  - Marie-Clémentine de Habsbourg-Lorraine épouse en 1816 Léopold de Bourbon-Siciles (1790 – 1851)[19] ci-dessous
    - Marie-Caroline de Salerne, duchesse d'Aumale (1822-1869), femme du duc d'Aumale ci-dessous

  - Marie-Louise d'Autriche épouse en 1810 Napoléon Ier
    - l'Aiglon, le roi de Rome, Napoléon II (1811-1832)

  - Marie-Léopoldine d'Autriche épouse en 1817 Pierre Ier du Brésil (petit-fils maternel de Charles IV d'Espagne)
    - Marie II (1819-1853, reine de Portugal, grand-mère de Charles Ier ci-dessous)
    - Pierre II (1825-1891, empereur du Brésil) épouse Thérèse-Christine de Bourbon-Siciles ci-dessous
    - Françoise, princesse de Joinville (1824-1898), femme du prince de Joinville et mère de Françoise de Joinville, duchesse de Chartres, ci-dessous

  - François-Charles d'Autriche épouse en 1824 Sophie de Bavière, fille du roi Maximilien
    - François-Joseph (1830-1916, empereur-roi d'Autriche-Hongrie)
    - Maximilien (1832-1867, empereur du Mexique) épouse en 1857 Charlotte de Belgique (1840-1927, impératrice du Mexique) ci-dessous
    - Charles-Louis (1833-1896, mari de Marie-Annonciade ci-dessous)
- Louise (1773 – 1802)[19], épouse en 1790 Ferdinand III de Toscane, frère cadet de l'empereur François d'Autriche ci-dessus ;
  - Léopold II de Toscane (1797-1870)
  - épouse en 1817 Marie de Saxe (1799-1832)
    - Augusta (1825-1864, mère de Louis III de Bavière)

  - épouse en 1833 Marie-Antoinette de Bourbon-Siciles (1814-1898) ci-dessous
    - Marie-Isabelle de Habsbourg-Toscane (1834-1901) épouse en 1850 François de Paule de Bourbon-Siciles (1827-1892) ci-dessous
    - Ferdinand IV de Toscane (1835-1908)
    - Louis-Salvador (1847-1915, voyageur, navigateur)
    - Jean Orth (1852-1890 ?, aventurier)

  - Marie-Thérèse de Habsbourg-Toscane (1801-1855)
  - épouse en 1817 Charles-Albert de Savoie (1798-1849)
    - Victor-Emmanuel II (1820-1878, premier roi d'Italie, père de Marie-Clotilde : d'où les Bonaparte-Princes Napoléon, et de Maria-Pia, mère de Charles Ier de Portugal ci-dessus et ci-dessous)
    - Ferdinand duc de Gênes (1822-1855, à la fois grand-oncle paternel et grand-père maternel de Victor-Emmanuel III)
- Charles (1775 – 1778) ;
- Marie-Anne (1775 – 1780) ;
- François Ier[19], roi des Deux-Siciles (1777 – 1830)
- épouse en 1797 Marie-Clémentine d'Autriche, sœur de l'empereur François d'Autriche ci-dessus
  - Marie-Caroline de Bourbon-Siciles, duchesse de Berry, épouse Charles-Ferdinand d'Artois, duc de Berry, fils de Charles X de France
    - Henri d'Artois, dit Henri V (1820-1883)
    - Louise (1819-1864, duchesse de Parme), femme de Charles III de Parme (issu de Marie-Thérèse et François Ier du St-Empire, et de Charles IV d'Espagne)
- épouse Marie-Isabelle d'Espagne, fille de Charles IV
  - Louise-Charlotte de Bourbon-Siciles épouse François de Paule de Bourbon, dernier fils de Charles IV d'Espagne
    - François d'Assise roi consort d'Espagne (1822-1902, mari de sa cousine Isabelle II ci-dessous)
    - Henri duc de Sagonte et de Séville (1823-1870)

  - Marie-Christine de Bourbon-Siciles (1806-1878) épouse Ferdinand VII, roi d'Espagne, fils de Charles IV
    - Isabelle II (1830-1904, reine d'Espagne), arrière-arrière-grand-mère de Juan Carlos (roi d'Espagne) ci-dessous
    - Louise-Fernande d'Espagne (1832-1897, duchesse de Montpensier et de Galliera) épouse en 1846 Antoine Ier d'Orléans (1824-1890) ci-dessous

  - Ferdinand II (roi des Deux-Siciles) épouse Marie-Thérèse de Habsbourg-Lorraine-Teschen (arrière-petite-fille de Marie-Thérèse et François Ier du St-Empire, et de Charles III d'Espagne)
    - François II, roi des Deux-Siciles (1836-1894)
    - Alphonse de Caserte (1841-1934) épouse en 1868 Marie-Antoinette (1851-1938)
      - Charles de Bourbon-Siciles (1870-1949) épouse Louise d'Orléans (1882-1958), fille du 1er comte de Paris ci-dessous
        - Maria de Las Mercedes comtesse de Barcelone (1910-2000), épouse en 1935 Juan de Borbón y Battenberg, comte de Barcelone (1913-1993)
          - Juan Carlos (roi d'Espagne ; né en 1938)

    - Marie-Annonciade (1843-1871, femme de l'archiduc Charles-Louis ci-dessus, mère de l'archiduc François-Ferdinand et grand-mère du dernier empereur d'Autriche-Hongrie Charles)
    - Maria-Pia de Bourbon-Siciles (1849-1882, duchesse de Parme par son mariage avec Robert)

  - Marie-Antoinette de Bourbon-Siciles (1814-1898) épouse en 1833 Léopold II de Toscane ci-dessus
  - Thérèse-Christine de Bourbon-Siciles épouse Pierre II ci-dessus
    - Isabelle du Brésil (1846-1921, princesse impériale du Brésil) épouse en 1864 Gaston de Nemours (1842-1922, comte d'Eu, prince du Brésil ; petit-fils du roi Louis-Philippe) ci-dessous
    - Léopoldine du Brésil (1847-1871) épouse en 1864 Auguste de Saxe-Cobourg-Kohary (1845-1907) ci-dessous

  - François de Paule de Bourbon-Siciles (1827-1892) épouse en 1850 Marie-Isabelle de Habsbourg-Toscane (1834-1901)
    - Marie-Antoinette (1851-1938) épouse en 1868 Alphonse de Caserte (1841-1934) ci-dessus
- Marie-Christine (1779 – 1849)[19], épouse en 1807 Charles-Félix de Savoie ;
- Janvier (1780 – 1789)[19] ;
- Joseph (1781 – 1783) ;
- Marie-Amélie (1782 – 1866)[19], épouse en 1809 Louis-Philippe d'Orléans, futur roi des Français ;
  - Ferdinand-Philippe d'Orléans (1810-1842) épouse en 1837 Hélène de Mecklembourg-Schwerin
    - Philippe, le premier comte de Paris (1838-1894) épouse en 1864 Marie-Isabelle d'Orléans-et-Bourbon-Montpensier, fille d'Antoine Ier de Montpensier et de Galliera ci-dessous
      - Amélie d'Orléans (1865-1951) épouse en 1886 Charles Ier de Portugal (1863-1908), petit-fils de Marie II ci-dessus
      - Isabelle d'Orléans (1878-1961) épouse en 1899 Jean d'Orléans, duc de Guise (1874-1940), fils de Robert de Chartres ci-après
        - Henri d'Orléans (1908-1999), le deuxième comte de Paris, épouse en 1931 Isabelle d'Orléans-Bragance (1911-2003) ci-dessous, arrière-petite-fille de Pierre II ci-dessus

      - Louise d'Orléans (1882-1958) épouse Charles de Bourbon-Siciles (1870-1949 ; fils d'Alphonse de Caserte) ci-dessus : grands-parents maternels de Juan Carlos

    - Robert, duc de Chartres (1840-1910) épouse en 1863 Françoise d'Orléans-Joinville (1844-1925) ci-dessous : grands-parents paternels d'Henri, le 2e comte de Paris

  - Louise d'Orléans (1812-1850) épouse en 1832 Léopold Ier (roi des Belges), oncle d'Albert et Victoria du Royaume-Uni
    - Léopold II, roi des Belges (1835-1909)
    - Charlotte de Belgique (1840-1927, impératrice du Mexique) épouse en 1857 Maximilien (1832-1867, empereur du Mexique) ci-dessus

  - Louis d'Orléans, duc de Nemours (1814-1896) épouse en 1840 Victoire de Saxe-Cobourg-Kohary, sœur de Ferdinand (l'époux de Marie II de Portugal ci-dessus) et d'Auguste ci-après
    - Gaston de Nemours (1842-1922, comte d'Eu, prince du Brésil) épouse en 1864 Isabelle du Brésil (1846-1921), fille de Pierre II, princesse impériale du Brésil, ci-dessus
      - Pierre d'Orléans-Bragance épouse en 1908 Élisabeth Dobrzensky de Dobrzenicz
        - Isabelle d'Orléans-Bragance (1911-2003) épouse en 1931 Henri d'Orléans (1908-1999), le deuxième comte de Paris, ci-dessus

  - Clémentine d'Orléans (1817-1907) épouse en 1843 Auguste de Saxe-Cobourg-Kohary (1818-1881), frère de Victoire ci-dessus et cousin germain d'Albert et Victoria du Royaume-Uni
    - Auguste de Saxe-Cobourg-Kohary (1845-1907) épouse en 1864 Léopoldine du Brésil (1847-1871), fille de Pierre II
    - Ferdinand Ier, tsar des Bulgares (1861-1948)

  - François d'Orléans, prince de Joinville (1818-1900) épouse en 1843 Françoise de Bragance (sœur de Pierre II) ci-dessus
    - Françoise d'Orléans (1844-1925) épouse en 1863 Robert, duc de Chartres (1840-1910) ci-dessus : grands-parents paternels d'Henri, le 2e comte de Paris

  - Henri d'Orléans, duc d'Aumale (1822-1897) épouse en 1844 Marie-Caroline de Salerne, duchesse d'Aumale (1822-1869) ci-dessus
    - Louis-Philippe d'Aumale, prince de Condé (1845-1866)

  - Antoine Ier d'Orléans, duc de Montpensier et de Galliera (1824-1890) épouse en 1846 Louise-Fernande d'Espagne (1832-1897, duchesse de Montpensier et de Galliera), fille de Ferdinand VII et sœur cadette d'Isabelle II, ci-dessus
    - Marie-Isabelle d'Orléans-et-Bourbon-Montpensier épouse en 1864 Philippe, le premier comte de Paris (1838-1894) ci-dessus : grands-parents maternels d'Henri, le 2e comte de Paris
    - Antoine II, duc de Montpensier et de Galliera (1866-1930)
- Marie-Christina (1783 – 1783), mort-née ;
- Marie-Antoinette (1784 – 1806)[19], épouse en 1802 Ferdinand (VII), prince des Asturies, fils aîné de Charles IV, remarié plus tard à la propre nièce de Marie-Antoinette, Marie-Christine ci-dessus ;
- Marie-Clotilde (1786 – 1792)[19] ;
- Marie-Henriette (1787 – 1792)[19] ;
- Charles (1788 – 1789) ;
- Léopold (1790 – 1851)[19] épouse en 1816 Marie-Clémentine de Habsbourg-Lorraine, fille de l'empereur François d'Autriche ci-dessus ;
- Albert Louis (1792 – 1798)[19] ;
- Marie-Isabelle (1793 – 1801).

Remarque : les arrière-petits-enfants de Ferdinand (1751-1825) et Marie-Caroline (1752-1814) offrent un panorama historique assez vertigineux : on y trouve aussi bien Napoléon II qu'Henri V ou Philippe VII, et encore Isabelle II d'Espagne, François-Joseph, Marie II de Portugal, Pierre II du Brésil, Léopold II des Belges, Victor-Emmanuel II d'Italie, François II de Naples, Ferdinand IV de Toscane ou Ferdinand de Bulgarie. La distorsion chronologique est grande : l'Aiglon meurt en 1832, Ferdinand de Bulgarie en 1948.

## Source partielle
Marie-Nicolas Bouillet  et Alexis Chassang (dir.), « Ferdinand Ier (roi des Deux-Siciles) » dans Dictionnaire universel d’histoire et de géographie, 1878 (lire sur Wikisource).